# Villers-Brûlin
Villers-Brûlin è un comune francese di 319 abitanti situato nel dipartimento del Passo di Calais nella regione dell'Alta Francia.

## Società

### Evoluzione demografica
Abitanti censiti